# 李承槐
李承槐（1553年—？），字應揆，號植宇，湖廣黃州府麻城縣人，民籍，明朝政治人物。

## 生平
萬曆四年（1576年）丙子科湖廣鄉試十七名，萬曆十四年（1586年）丙戌科會試六十三名，登三甲第二百五十九名進士。户部观政，十五年十二月授順天府大城縣知縣，二十一年升户部江西司主事，二十三年养病。

## 家族
曾祖李滋，曾任太學生；祖父李文英；父李坊，曾任庠生。母周氏。永感下。兄承相（庠生）、承太。弟承桂、承柱、承泰（舉人）。